# Sunwal

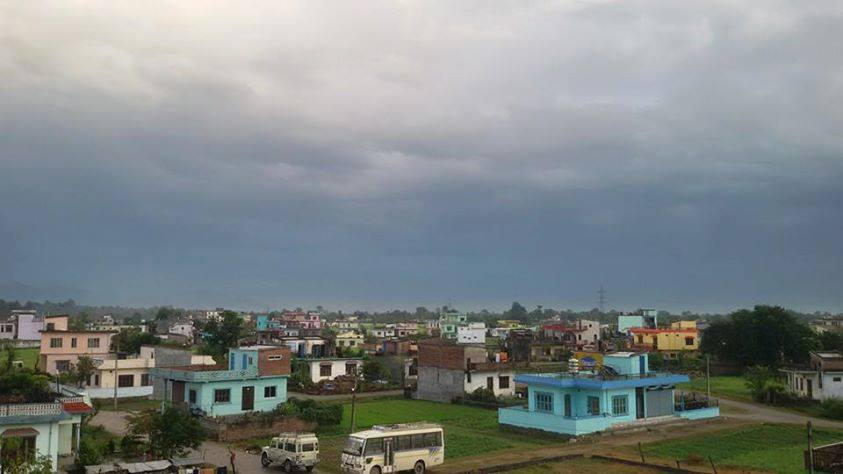
Blick auf die Gemeinde Sunwal, 2015

Sunwal (Nepali सुनवाल Sunwal) ist eine Stadt (Munizipalität) im mittleren Terai Nepals im Distrikt Nawalparasi. 
Sunwal liegt an der Fernstraße Mahendra Rajmarg, etwa 10 km nordnordwestlich der Distrikthauptstadt Ramgram.
Die Stadt Sunwal entstand 2014 durch Zusammenlegung der Village Development Committees Sunwal und Swathi. 
Das Stadtgebiet umfasst 112,36 km².

## Einwohner
Bei der Volkszählung 2011 hatten die VDCs, aus welchen die Stadt Sunwal entstand, 39.843 Einwohner (davon 18.325 männlich) in 8639 Haushalten.